# 페르난지뉴 (1985년 5월)
페르난지뉴(브라질 포르투갈어: Fernandinho, 브라질 포르투갈어 발음: [feʁnɐ̃ˈdʒĩɲu])로도 불리는 페르난두 루이스 호자(브라질 포르투갈어: Fernando Luiz Roza, 1985년 5월 4일~)는 브라질의 축구 선수로 포지션은 수비형 미드필더이다. 현재 캄페오나투 브라질레이루 세리이 A의 아틀레치쿠 파라나엔시에서 활동하고 있다.
2002년 아틀레치쿠 파라나엔시에서 프로 선수 경력을 시작했고 2005년 FC 샤흐타르 도네츠크로 이적했다. 샤흐타르 도네츠크에서 우크라이나 프리미어리그 6회 우승, 우크라이나컵 4회 우승, 2008-09년 UEFA컵 우승을 달성했고 2014년 샤흐타르 도네츠크 팬들로부터 구단 역사상 가장 뛰어난 브라질 축구 선수로 선정되었다. 2013년 맨체스터 시티 FC로 이적했고 맨체스터 시티에서 프리미어리그 5회 우승, EFL컵 6회 우승, FA 커뮤니티 실드 1회 우승을 달성했다. 2020-21시즌 맨체스터 시티의 주장으로 선임되었고 2021 UEFA 챔피언스리그 결승전에 진출해 챔피언스리그 준우승을 차지했다. 그는 2022년 맨체스터 시티를 떠나 친정팀 아틀레치쿠 파라나엔시로 이적했다.
페르난지뉴는 브라질 U-20 축구 국가대표팀에서 활동할 당시 2003년 FIFA 세계 청소년 축구 선수권 대회에 출전해 결승전에서 득점을 기록하며 대표팀의 대회 우승에 기여했다. 그는 2011년부터 2019년까지 브라질 축구 국가대표팀에서 활동했고 대표팀의 주장을 역임하기도 했다. 2014년 FIFA 월드컵에 참가하여 대회 4등을 차지했고 2015년 코파 아메리카, 2018년 FIFA 월드컵에 출전했으며 2019년 코파 아메리카에 참가해 코파 아메리카 우승을 달성했다.

## 구단 경력
아틀레치쿠 파라나엔시에서 2005년까지 활약하였으며 2005년 우크라이나의 신흥 강호 샤흐타르 도네츠크의 러브콜을 받고 이적하였다. 2007-08 시즌 샤흐타르 올 시즌의 선수로 선정되었다. 2009년엔 자드손, 일시뉴 등 같은 브라질 국적의 선수들과 샤흐타르의 주전으로 활약하며 2008-09 UEFA 컵 우승에 기여하였다.

## 수상 내역
아틀레치쿠 파라나엔시
- 캄페오나투 파라나엔시 : 2005, 2023
- 타사 FPF : 2003
- 코파 리베르타도레스 준우승 : 2005, 2022

 FC 샤흐타르 도네츠크
- 우크라이나 프리미어리그 : 2005–06, 2007–08, 2009–10, 2010–11, 2011–12, 2012–13
- 우크라이나 컵 : 2007–08, 2010–11, 2011–12, 2012–13
- 우크라이나 슈퍼컵 : 2008, 2012
- UEFA컵 : 2008-09

 맨체스터 시티 FC
- 프리미어리그 : 2013–14, 2017–18, 2018–19, 2020–21, 2021–22
- FA컵 : 2018–19
- EFL컵 : 2013–14, 2015–16, 2017–18, 2018–19, 2019–20, 2020–21
- FA 커뮤니티쉴드 : 2018
- UEFA 챔피언스리그 준우승 : 2020-21

 브라질 축구 국가대표팀
- FIFA U-20 월드컵 : 2003
- 코파 아메리카 : 2019
- FIFA 월드컵 4위 : 2014

개인
- 우크라이나 리그 올해의 선수 : 2007-08
- PFA 올해의 팀 : 2018-19
- 맨체스터 시티 올해의 골 : 2017-18